# Hell (Venom)
Hell è il dodicesimo album dello storico gruppo musicale heavy metal inglese Venom, uscito il 9 giugno 2008 per la Universal Records.

## Tracce
1. Straight to Hell – 4:28
2. The Power & The Glory – 5:12
3. Hand of God – 4:35
4. Fall from Grace – 3:29
5. Hell – 5:08
6. Evil Perfection – 3:36
7. Stab U in the Back – 4:33
8. Armageddon – 3:28
9. Kill the Music – 3:15
10. Evilution Devilution – 4:29
11. Blood Sky – 5:13
12. USA for Satan – 4:51
13. Dirge / Awakening – 3:30

## Membri
- Cronos - basso, voce
- Rage - chitarra
- Anthony "Antton" Lant - batteria